# محافظه
محافظه (مُحَافَظَات) یک بخش اداری دولتی در سطح اول کشورهای عربی و یک بخش اداری سطح دوم در عربستان سعودی است.  این اصطلاح معمولاً به "استان" و گاه به "ولایت" ترجمه می شود. این واژه از ریشه عربی ح-ف-ظ  (فعل: حفظ حفاة) می آید که به معنای «نگه داشتن» و «نگهبانی» است.